# Chaetomitrium macrohystrix
Chaetomitrium macrohystrix är en bladmossart som beskrevs av C. Müller in Fleischer 1908. Chaetomitrium macrohystrix ingår i släktet Chaetomitrium och familjen Hookeriaceae. Inga underarter finns listade i Catalogue of Life.